# العلاقات الغرينادية الليبية
العلاقات الغرينادية الليبية هي العلاقات الثنائية التي تجمع بين غرينادا وليبيا.

## مقارنة بين البلدين
هذه مقارنة عامة ومرجعية للدولتين:
| وجه المقارنة                                              | غرينادا                                | ليبيا                                       |
| --------------------------------------------------------- | -------------------------------------- | ------------------------------------------- |
| المساحة (كم2)                                             | 348                                    | 1.76 مليون                                  |
| عدد السكان (نسمة)                                         | 107.83 ألف                             | 6.37 مليون                                  |
| الكثافة السكانية (ن./كم²)                                 | 30.99 ألف                              | 3.62                                        |
| العاصمة                                                   | سانت جورجز                             | طرابلس                                      |
| اللغة الرسمية                                             | لغة إنجليزية، إنكليزية غرنادة المولدة ‏ | اللغة العربية، اللغة العربية الفصحى الحديثة |
| العملة                                                    | دولار شرق الكاريبي                     | دينار ليبي                                  |
| الناتج المحلي الإجمالي (بليون دولار)                      | 1.12 مليار                             | 50.98 مليار                                 |
| الناتج المحلي الإجمالي (تعادل القوة الشرائية) بليون دولار | 1.45 مليار                             | 69.32 مليار                                 |
| الناتج المحلي الإجمالي الاسمي للفرد دولار أمريكي          | 9.21 ألف                               |                                             |
| الناتج المحلي الإجمالي للفرد دولار أمريكي                 | 12.43 ألف                              | 15.60 ألف                                   |
| مؤشر التنمية البشرية                                      | 0.750                                  | 0.724                                       |
| رمز المكالمات الدولي                                      | +1473                                  | +218                                        |
| رمز الإنترنت                                              | .gd                                    | .ly                                         |
| المنطقة الزمنية                                           | 00                                     | ت ع م+02:00، توقيت شرق أوروبا               |

## منظمات دولية مشتركة
يشترك البلدان في عضوية مجموعة من المنظمات الدولية، منها:
| علم المنظمة | اسم المنظمة                        | تاريخ انضمام غرينادا | تاريخ انضمام ليبيا |
| ----------- | ---------------------------------- | -------------------- | ------------------ |
|             | الاتحاد البريدي العالمي            | ?                    | ?                  |
|             | يونسكو                             | 17 فبراير 1975       | 27 يونيو 1953      |
|             | البنك الدولي للإنشاء والتعمير      | 27 أغسطس 1975        | 17 سبتمبر 1958     |
|             | وكالة ضمان الاستثمار متعدد الأطراف | 12 أبريل 1988        | 5 أبريل 1993       |
|             | الاتحاد الدولي للاتصالات           | 17 نوفمبر 1981       | 3 فبراير 1953      |
|             | منظمة الشرطة الجنائية الدولية      | ?                    | ?                  |
|             | مؤسسة التمويل الدولية              | 28 أغسطس 1975        | 18 سبتمبر 1958     |
|             | الأمم المتحدة                      | 17 سبتمبر 1974       | 14 ديسمبر 1955     |
|             | مؤسسة التنمية الدولية              | 28 أغسطس 1975        | 1 أغسطس 1961       |
|             | منظمة حظر الأسلحة الكيميائية       | ?                    | ?                  |

## وصلات خارجية
- موقع وزارة الخارجية الليبية